# مبارک‌آباد (تویسرکان)
مبارک‌آباد یا مارکاوا، روستایی از توابع بخش مرکزی شهرستان تویسرکان در استان همدان ایران است.

## جمعیت
این روستا در دهستان حیقوق نبی قرار دارد و براساس سرشماری مرکز آمار ایران در سال ۱۳۹۵، جمعیت آن ۴۱۷ نفر (۱۶۷ خانوار) بوده‌است.